# Temîrivka, Huleaipole
Temîrivka (în ucraineană Темирівка) este localitatea de reședință a comunei Temîrivka din raionul Huleaipole, regiunea Zaporijjea, Ucraina.

## Demografie
Componența lingvistică a localității Temîrivka
     Ucraineană (90,45%)
     Rusă (8,9%)
     Alte limbi (0,32%)
Conform recensământului din 2001, majoritatea populației localității Temîrivka era vorbitoare de ucraineană (90,45%), existând în minoritate și vorbitori de rusă (8,9%).